# Flybridge

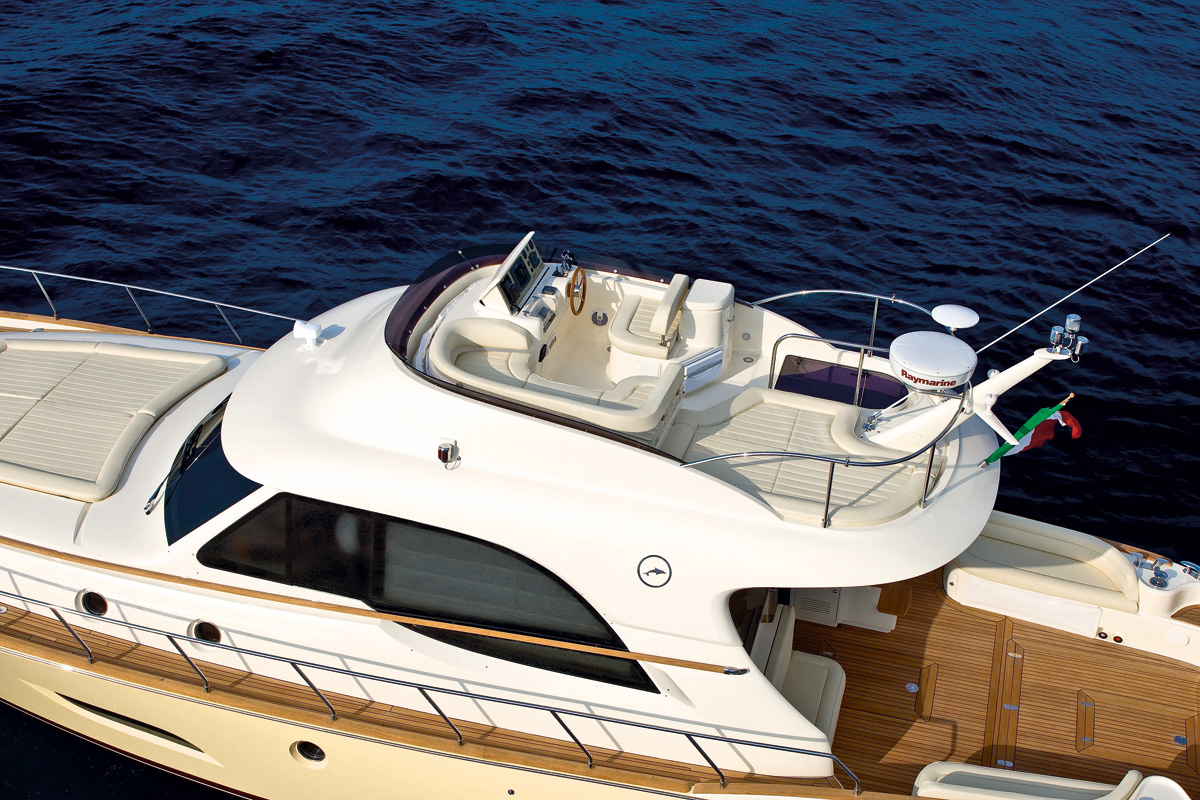
Flybridge einer Motoryacht

Als Flybridge (auch: Flying Bridge; engl., (wörtlich) „fliegende Brücke“) wird die Außensteuerstelle auf einer Motoryacht und anderen Schiffen bezeichnet. Es handelt sich zumeist um eine erhöhte, auf die Aufbauten aufgesetzte zweite Kommandobrücke, auf der sich ein Steuerrad sowie weitere Instrumente zur Navigation befinden, und die auf größeren Booten auch als Sitzgelegenheit und Lagerplatz dienen kann.

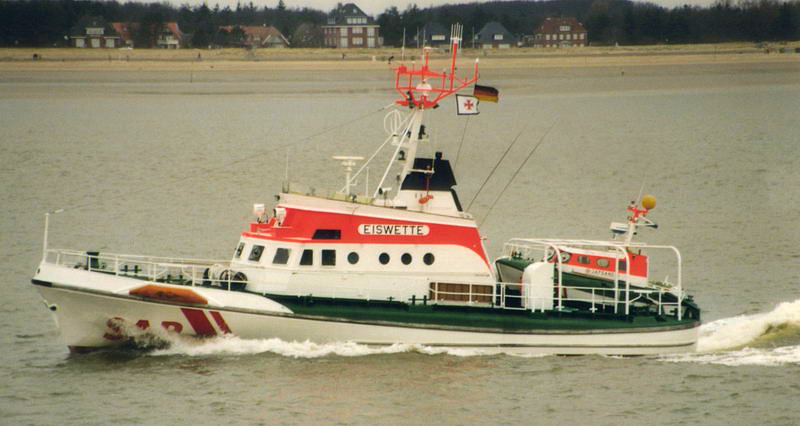
Seenotkreuzer Eiswette (23,3-Meter-Klasse der DGzRS, Bj. 1980) mit Flybridge

Auf Motoryachten wird eine Flybridge bei gutem Wetter als Steuereinheit und Aufenthaltsort genutzt. Auf solchen Booten gibt es in der Regel auch einen Hauptsteuerplatz – entweder als separate Kommandobrücke oder im Salon der Yacht. Ein Beispiel für Flybridges auf Dienstschiffen sind die oberen, offenen Steuereinheiten bei älteren Modellen von Seenotkreuzern im Dienst der Deutschen Gesellschaft zur Rettung Schiffbrüchiger (DGzRS).